# Plastosciara arenicola
Plastosciara arenicola là một ruồi trong họ Sciaridae, thuộc chi Plastosciara. Loài này được Steffan miêu tả khoa học đầu tiên năm 1984.